# Trackless darkride

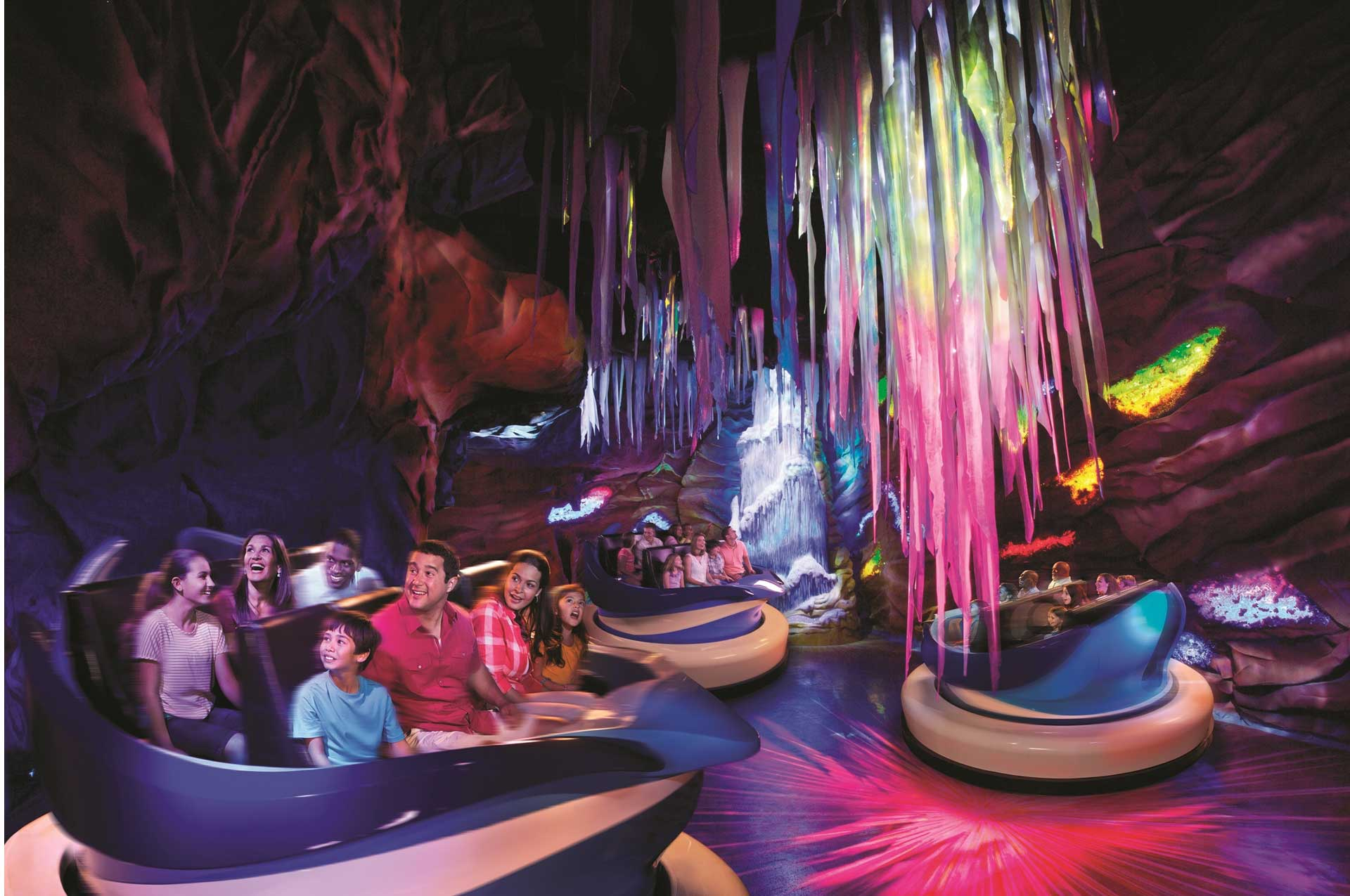
Antarctica: Empire of the Penguin in SeaWorld Orlando

Een spoorloze darkride (Engels: trackless darkride) is een type darkride zonder zichtbaar spoor of zichtbare rail voor de voertuigen. De beweegrichtingen van het voertuig worden aangestuurd door LPS (Local positioning system), een GPS-achtig-systeem, of  bekabeling/magneten onder de vloer.
Het voordeel van de trackless darkride is dat de voertuigen niet noodzakelijk aan een vast traject gebonden zijn. Een probleem is dat wanneer een route vaak bereden wordt, de banden van het voertuig strepen op de vloer maken waardoor de route dus toch zichtbaar wordt. Voordeel is dat de rit spannender gemaakt kan worden. Bezoekers weten niet waar ze heen gaan en het gevoel van bijna-botsingen kan gerealiseerd worden. De voertuigen zijn voorzien van ingebouwde accu's.

## Routenavigatie

### LPS[3][1]
Het LPS-systeem is voor het eerst toegepast door Disney in de attractie Pooh's Hunny Hunt. Disney heeft een patent op het systeem. Het LPS-systeem heeft vergeleken met rails en spoor de volgende voordelen:
- De voertuigen hebben meer bewegingsvrijheid zonder dat hiervoor wissels en keersporen nodig zijn. Zo kan een voertuig bijvoorbeeld meermaals over eenzelfde plaats passeren of een doodlopend stuk in- en weer uitrijden en vervolgens een andere vervolgroute volgen.
- De route die het voertuig aflegt, kan makkelijk aangepast worden zonder dat hier fysieke wijzigingen voor nodig zijn. Er hoeft immers geen spoor aangelegd te worden. De route wordt in een computer vastgelegd. Hierdoor kunnen de voertuigen ook per rit meerdere routes afleggen of tijdens de rit op basis van input van de bezoeker een andere route kiezen. Dit vergroot de herhalingswaarde voor de bezoeker.

Het systeem kent echter ook nadelen:
- Het transportsysteem is duurder in aanschaf door de vele technologie en het computersysteem.
- Doordat de route en voertuigen door de computer bestuurd worden, kan in theorie de besturing overgenomen worden door kwaadwilligen c.q. computervredebreuk.
- Indien er helemaal geen spoor is aangebracht onder de grond en het voertuig dus geen herkenningspunten heeft, kunnen minieme foutjes in de route er op lange termijn voor zorgen dat het voertuig niet meer perfect op de juiste plaats rijdt en opnieuw gekalibreerd moet worden.

### Ondergronds[5]
Het systeem waarbij de rails fysiek wel aanwezig is, maar niet zichtbaar is doordat het onder de vloer ligt, kent andere voor- en nadelen.
Zo kan de route niet zomaar gewijzigd worden en kunnen voertuigen elkaar niet altijd kruisen. Een combinatie van de twee systemen kan dit wel mogelijk maken.
Het voordeel is dat dit systeem goedkoper is en dat voertuigen gegarandeerd op de juiste plek rijden. Dit systeem wordt o.a. toegepast in Symbolica in de Efteling

## Locaties
Categorie · Afbeeldingen